# Tigerhaj
Tigerhaj (Galeocerdo cuvier) er en af de største hajer der findes. Den hidtil største tigerhaj der er set var 5,4 meter lang, men normalt er de 3,25-4,25 meter lange og vejer 385-635 kg. De findes i de tropiske og tempererede vande. Navnet har den fået på grund af de mørke striber, den har ned af kroppen.
Tigerhajen er den hajart, hvor der er rapporteret næstflest angreb på mennesker og vurderes sammen med tyrehajen og hvidhajen at være de 3 farligste hajarter, for mennesker. 
Tigerhajen spiser varieret, og kosten består blandt andet af fisk, sæler, fugle, mindre hajer, skildpadder og døde dyr. Det er også set, de har taget bidder af gamle dæk, dunke og konserves affald, det mest underlige fund hidtil, er en ridderrustning i hajens mave.